# Mike McGlinchey
Mike McGlinchey (* 12. Januar 1995 in Southampton, Pennsylvania) ist ein US-amerikanischer American-Football-Spieler auf der Position des Offensive Tackles. Er spielte College Football für die University of Notre Dame und spielt seit der Saison 2023 für die Denver Broncos in der National Football League (NFL). Zuvor stand McGlinchey fünf Jahre lang bei den San Francisco 49ers, die ihn im NFL Draft 2018 auswählten, unter Vertrag.

## Frühe Jahre
McGlinchey ging in Warrington, Pennsylvania, und Philadelphia, Pennsylvania, auf die Highschool. Später besuchte er die University of Notre Dame. Hier spielte er für das College-Football-Team in 51 Spielen.

## NFL
McGlinchey wurde im NFL Draft 2018 in der ersten Runde an neunter Stelle von den San Francisco 49ers ausgewählt. Am 23. Juli 2018 unterzeichnete er einen Vierjahresvertrag bei dem Franchise. In seiner ersten Saison startete er alle 16 Saisonspiele als rechter Tackle. Eine Saison später erreichte er der Super Bowl LIV mit den 49ers, welcher aber mit 20:31 gegen die Kansas City Chiefs verloren ging. Während der Saison verpasste er vier Spiele auf Grund einer Knieverletzung. In der Saison 2020 absolvierte er wieder alle 16 Spiele.
Am 1. Mai 2021 nahmen die 49ers die Vertragsoption für ein fünftes Jahr wahr. In Woche 9 verletzte er sich am Quadrizeps und verpasste damit die restliche Saison. Ohne ihn erreichten die 49ers das NFC Championship Game, welches sie mit 17:20 gegen die Los Angeles Rams verloren.
Im März 2023 unterschrieb McGlinchey einen Fünfjahresvertrag im Wert von 87,5 Millionen US-Dollar, davon 50 Millionen garantiert, bei den Denver Broncos.

## Persönliches
McGlinchey ist der Cousin von Matt Ryan, der aktuell bei keinem anderen NFL-Team unter Vertrag steht.